# Campionato europeo maschile di calcio 1972
Il campionato europeo di calcio 1972 (in francese Championnat d'Europe de football 1972; in olandese Europees kampioenschap voetbal 1972, in tedesco Fußball-Europameisterschaft 1972) è stata la quarta edizione dell'omonimo torneo, la cui fase finale a quattro venne assegnata dalla UEFA al Belgio, che ospitò le ultime quattro gare dal 14 al 18 giugno 1972. La finale, disputata allo stadio Heysel di Bruxelles, vide la Germania Ovest battere l'Unione Sovietica 3-0.
Per questa edizione del torneo venne adottato come pallone ufficiale Telstar Durlast, una variante della classica palla con dodici pentagoni neri e venti esagoni bianchi.

## Formula
Per la fase finale di tale edizione fu prevista una qualificazione divisa in due fasi. Nella prima (disputata tra il 1970 e il 1972) le trentadue nazionali partecipanti furono divise in 8 gironi all'italiana da quattro squadre ciascuno. Le prime di ciascun gruppo si qualificarono alla seconda fase, ovvero quarti di finale con gare di andata e ritorno.
Le semifinali e le finali per il terzo e per il primo posto furono disputate tutte in gara unica, da disputarsi in uno dei quattro Paesi giunti in semifinale.

## Qualificazioni
Anche in questa edizione vennero confermati i quarti di finale in andata e ritorno dopo i gironi eliminatori.
Le otto partecipanti ai quarti furono:
- Romania (gruppo 1)
- Ungheria (gruppo 2)
- Inghilterra (gruppo 3)
- Unione Sovietica (gruppo 4)
- Belgio (gruppo 5)
- Italia (gruppo 6)
- Jugoslavia (gruppo 7)
- Germania Ovest (gruppo 8)

Quarti di finale
| Squadra 1   | Totale | Squadra 2        | Andata | Ritorno |
| ----------- | ------ | ---------------- | ------ | ------- |
| Inghilterra | 1 - 3  | Germania Ovest   | 1 - 3  | 0 - 0   |
| Italia      | 1 - 2  | Belgio           | 0 - 0  | 1 - 2   |
| Ungheria    | 3 - 3  | Romania          | 1 - 1  | 2 - 2   |
| Jugoslavia  | 0 - 3  | Unione Sovietica | 0 - 0  | 0 - 3   |

## Squadre partecipanti
| Squadra            | Data qualificazione | Partecipazioni       |
| ------------------ | ------------------- | -------------------- |
| Belgio (ospitante) | 13 maggio 1972      | Esordiente           |
| Germania Ovest     | 13 maggio 1972      | Esordiente           |
| Ungheria           | 13 maggio 1972      | 1 (1960)             |
| Unione Sovietica   | 17 maggio 1972      | 3 (1960, 1964, 1968) |

## Stadi
La manifestazione venne disputata in tre città belghe: la capitale Bruxelles, Anversa e Liegi. Gli incontri disputati a Bruxelles furono giocati in due impianti diversi e cioè l'Heysel e lo Stade Émile Versé. Quest'ultimo impianto, pur avendo Bruxelles come area urbana di riferimento, ricade però nel comune di Anderlecht.
| {\| class="wikitable" style="text-align:center;"                                      |
| Bruxelles Anversa Liegi AnderlechtCampionato europeo maschile di calcio 1972 (Belgio) |

|-
! Bruxelles!!Anderlecht 
|-
| Heysel||Stade Émile Versé
|-
| Capienza: 60.000||Capienza: 42.800
|-
|||
|-
! Liegi!!Anversa
|-
|Stade Maurice Dufrasne||Bosuilstadion
|-
|Capienza: 43.000||Capienza: 60.000
|-
| ||
|}

## Risultati

### Tabellone
|  | Semifinali       | Semifinali       | Semifinali       |                  |                | Finale                    | Finale                    | Finale                    |  |
|  |                  |                  |                  |                  |                |                           |                           |                           |  |
|  | Belgio           | Belgio           | 1                |                  |                |                           |                           |                           |  |
|  | Belgio           | Belgio           | 1                |                  |                |                           |                           |                           |  |
|  | Germania Ovest   | Germania Ovest   | 2                |                  |                |                           |                           |                           |  |
|  | Germania Ovest   | Germania Ovest   | 2                |                  | Germania Ovest | Germania Ovest            | 3                         |                           |  |
|  |                  |                  |                  |                  | Germania Ovest | Germania Ovest            | 3                         |                           |  |
|  |                  |                  | Unione Sovietica | Unione Sovietica | 0              |                           |                           |                           |  |
|  | Ungheria         | Ungheria         | Unione Sovietica | Unione Sovietica | 0              | 0                         |                           |                           |  |
|  | Ungheria         | Ungheria         |                  |                  |                | 0                         |                           |                           |  |
|  | Unione Sovietica | Unione Sovietica | 1                |                  |                | Finale per il terzo posto | Finale per il terzo posto | Finale per il terzo posto |  |
|  | Unione Sovietica | Unione Sovietica | 1                |                  |                |                           |                           |                           |  |
|  |                  |                  |                  |                  |                |                           |                           |                           |  |
|  |                  |                  |                  |                  |                | Belgio                    | Belgio                    | 2                         |  |
|  |                  |                  |                  |                  |                | Belgio                    | Belgio                    | 2                         |  |
|  |                  |                  |                  |                  |                | Ungheria                  | Ungheria                  | 1                         |  |

### Semifinali
| Arbitro: | William Mullan |

|               |           |                   |
| 83’ Polleunis | Marcatori | 24’ 71’ G. Müller |

| Arbitro: | Rudi Glöckner |

|  |           |             |
|  | Marcatori | 53’ Kon’kov |

### Finale per il terzo posto
| Arbitro: | Johan Einar Boström |

|        |           |                           |
| Kű 53’ | Marcatori | 24’ Lambert 28’ Van Himst |

### Finale
| Arbitro: | Ferdinand Marschall |

| |            | |
| G. Müller 27’, 58’ Wimmer 52’                                                                        | Marcatori  | |
| Maier Höttges Breitner Hoeneß Schwarzenbeck Beckenbauer (c) Heynckes Netzer G. Müller Wimmer Kremers | Formazioni | · Rudakov · Dzodzuašvili · Khurtsilava (c) · Kapličnyj · Istomin · Kon’kov 46’ · Troškin · Kolotov · Bajdačnyj · Baniševskij 66’ · Oniščenko · Dolmatov 46’ · Kozinkevič 66’ |
| Helmut Schön                                                                                         | Allenatori | Aleksandr Ponomarëv |

## Statistiche

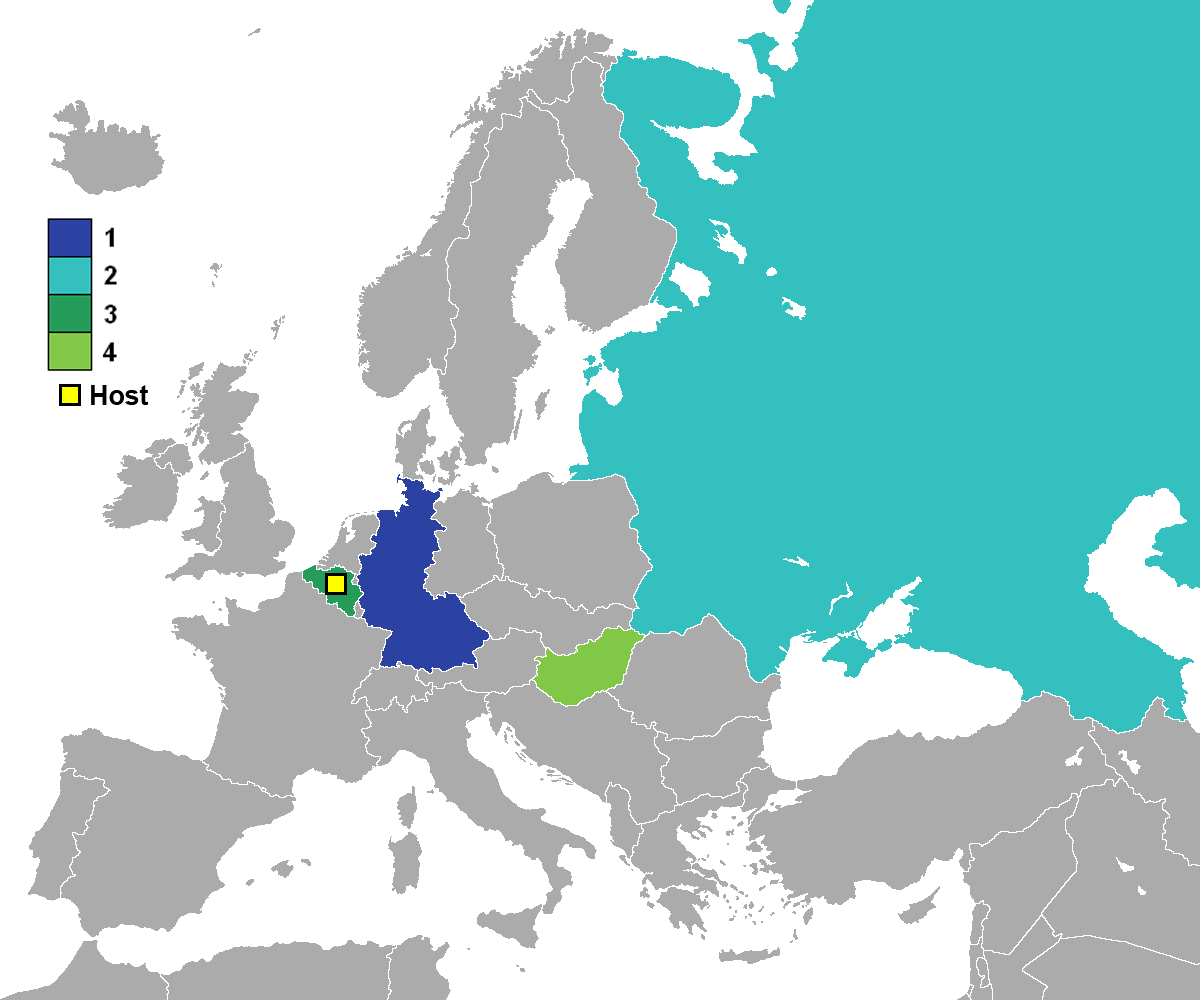
Piazzamenti delle nazionali

### Classifica marcatori
4 reti
- Gerd Müller

1 rete
- Raoul Lambert
- Odilon Polleunis

- Paul Van Himst
- Herbert Wimmer

- Lajos Kű
- Anatolij Kon'kov

### Record
- Gol più veloce:  Gerd Müller (Germania Ovest-Belgio, semifinali, 14 giugno) e  Raoul Lambert (Belgio-Ungheria, finale 3º posto, 17 luglio) (24º minuto)
- Gol più lento:  Odilon Polleunis (Germania Ovest-Belgio, semifinali, 14 giugno, 83º minuto)
- Primo gol:  Gerd Müller (Germania Ovest-Belgio, semifinali, 14 giugno, 24º minuto)
- Ultimo gol:  Gerd Müller (Germania Ovest-Unione Sovietica, finale, 18 giugno, 58º minuto)
- Miglior attacco:  Germania Ovest (5 reti segnate)
- Peggior attacco:  Ungheria e  Unione Sovietica (1 rete segnata)
- Miglior difesa:  Germania Ovest (1 rete subita)
- Peggior difesa:  Belgio,  Ungheria e  Unione Sovietica (3 reti subite)
- Partita con il maggior scarto di gol:  Germania Ovest- Unione Sovietica 3-0 (finale, 18 giugno, 3 gol di scarto)

## Premi

### Migliori 11
Formazione dei migliori 11 giocatori del torneo, selezionata dalla UEFA:
| Portiere        | Difensori                                                              | Centrocampisti                          | Attaccanti                              |
| --------------- | ---------------------------------------------------------------------- | --------------------------------------- | --------------------------------------- |
| Evgenij Rudakov | Revaz Dzodzuashvili Franz Beckenbauer Paul Breitner Murtaz Khurtsilava | Uli Hoeneß Günter Netzer Herbert Wimmer | Raoul Lambert Jupp Heynckes Gerd Müller |